# Yasuchika Hasegawa
Yasuchika Hasegawa (né le 19 juin 1946) est président-directeur général de Takeda Pharmaceutical depuis 2009 et de Keizai Doyukai (association japonaise de PDG). 

## Biographie
Yasuchika naît à Nagato en juin 1946. Après avoir effectué ses études secondaires au lycée à Fukuoka, il est admis à l'Université Waseda. Il est diplômé en 1970 d'économie politique. Il est embauché à la sortie de l'université par Takeda Pharmaceutical à des postes, successivement, de ressources humaines, de management, et de relations internationales. 
Il devient en 1986 le président de la branche allemande de Takeda Pharmaceutical. Il devient deux ans plus tard le président de Takeda Pharmaceutical Europe. En juin 2003, il est nommé directeur de l'entreprise. Une fois président, il encourage une politique de diversification du recrutement de l'entreprise, et promeut l'acquisition d'entreprises étrangères. Il lance des vagues de recrutement de cadres étrangers d'entreprises rivales, bénéficiant de salaires préférentiels. 
Grâce aux résultats positifs de l'entreprise, sa rémunération passe de 223 millions de yens en 2009 à 301 millions en 2012, avant d'atteindre 450 millions en 2015. Il démissionne de son poste lors de l'assemblée générale des actionnaires de Takeda Pharmaceutical Industry le 28 juin 2017, devenant consultant pour l'entreprise. 

## Activités secondaires
Il est président du groupe Asie-Pacifique de la Commission trilatérale.